# Ernst Grundmann
Ernst Grundmann (* 1. Februar 1861 in Stettin; † 1924) war ein deutscher Jurist und Parlamentarier.

## Leben
Ernst Grundmann studierte Rechtswissenschaften an den Universitäten Leipzig, Kiel und Halle. 1880 wurde er Mitglied des Corps Saxonia Leipzig. Nach dem Studium ließ er sich als Rechtsanwalt in Treptow an der Rega nieder. Später wurde er noch Notar sowie Landschaftssyndikus. Er erhielt den Charakter als Justizrat.
Grundmann war Beigeordneter im Kreistag des Kreises Greifenberg i. Pom. Am 7. Januar 1913 wurde er in einer Nachwahl erstmals für den Wahlkreis Stettin 6 (Greifenberg, Kammin) in das Preußische Abgeordnetenhaus gewählt. Ihm gehörte er bis zur Novemberrevolution (15. November 1918) als Mitglied der Fraktion der Konservativen Partei (Preußen) an.